# نخل کاکلی
نخل کاکُلی (نام علمی: Corypha) نام یک سرده از خانواده نخل است.